# Хайнрих I фон Бламон
Хайнрих I фон Бламон (на немски: Heinrich von Blamont; Heinrich I., Graf von Blankenberg, на френски: Henri I Seigneur de Blâmont); * ок. 1242; † сл. 10 ноември 1331) от род Залм, странична линия на Вигерихидите, както и на Люксембургите, е граф и господар на Бламон (Бланкенберг) в Гранд Ест и сенешал на Лотарингия.

## Живот
Той е син на граф Фридрих Кристиан фон Салм († ок. 1246), господар на Бламон, и втората му съпруга Йохана де Бар († ок. 1299), дъщеря на граф Хенри II де Бар († 1239, Палестина) и Филипа де Дрйо († 1242). Брат е на Томас де Бламон († 22 юни 1305), епископ на Вердюн (1303 – 1305).
Майка му Йохана де Бар се омъжва втори път пр. 22 юли 1257 г. за граф Лудвиг фон Лооц и Шини († сл. 1294).
Хайнрих I Бламон се жени пр. януари 1267 г. за Кунигунда фон Лайнинген (* ок. 1259; † пр. 1311), наследничка на Госней, Фоулцрей и Бигни, дъщеря на граф Емих IV фон Лайнинген († 1281) и Елизабет от спремонт († 1264).
Хайнрих I Бламон умира на ок. 89 години между 10 ноември и 31 декември 1331 г. Ковчезите на Хайнрих и съпругата му Кунигунда се намират в „църквата на Корделиерите“ в Нанси, столицата на Херцогство Лотарингия.
- Гробът на Кунигунда фон Лайнинген, графиня на Бламон, в капелата на Корделиерите в Нанси, Лотарингия
- Бившият замък Бламон, 1645
- Хайнрих I фон Бламон (manuscrit conservé à Oxford)

## Деца
Хайнрих I Бламон и Кунигунда фон Лайнинген имат децата:
- Маргерита де Бламон († 3 септември 1310), омъжена I. пр. май 1296 г. за Жан I Бургундски († 1301/1303), II. ок. 1304/1305 г. за граф Теобалд фон Пфирт († пр. 24 август 1316)
- Изабела де Бламон († сл. 1329), омъжена пр. май 1296 г. за Еудес V де Гранцей († пр. 1328)
- Емих (Амé) де Бламон († сл. септември 1324), господар на Деньове, женен за Изабел де Дампиер († пр. 1368)
- Хайнрих II фон Бламон († пр. 1322), женен пр. юли 1311 г. за Маргерита де Монфокон († сл. 1327)